# ألكسيس ماري ريفيرا
ألكسيس ماري ريفيرا (بالإنجليزية: Alexis Marie Rivera)‏ هي ناشطة حقوق إل جي بي تي أمريكية، ولدت في 28 أكتوبر 1977 في لوس أنجلوس في الولايات المتحدة، وتوفيت في 28 مارس 2012.